# ONE DREAM.TXT
《ONE DREAM.TXT》는 2019년 6월 27일부터 2019년 8월 22일까지 엠넷에서 방영된 투모로우바이투게더의 리얼 버라이어티 프로그램이다.